# KATO

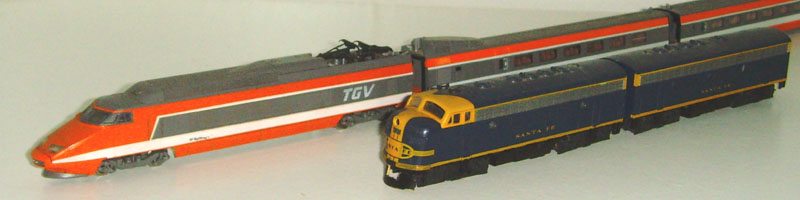
Hochgeschwindigkeitszug TGV-PSE und Diesellokomotive EMD F7 von KATO.

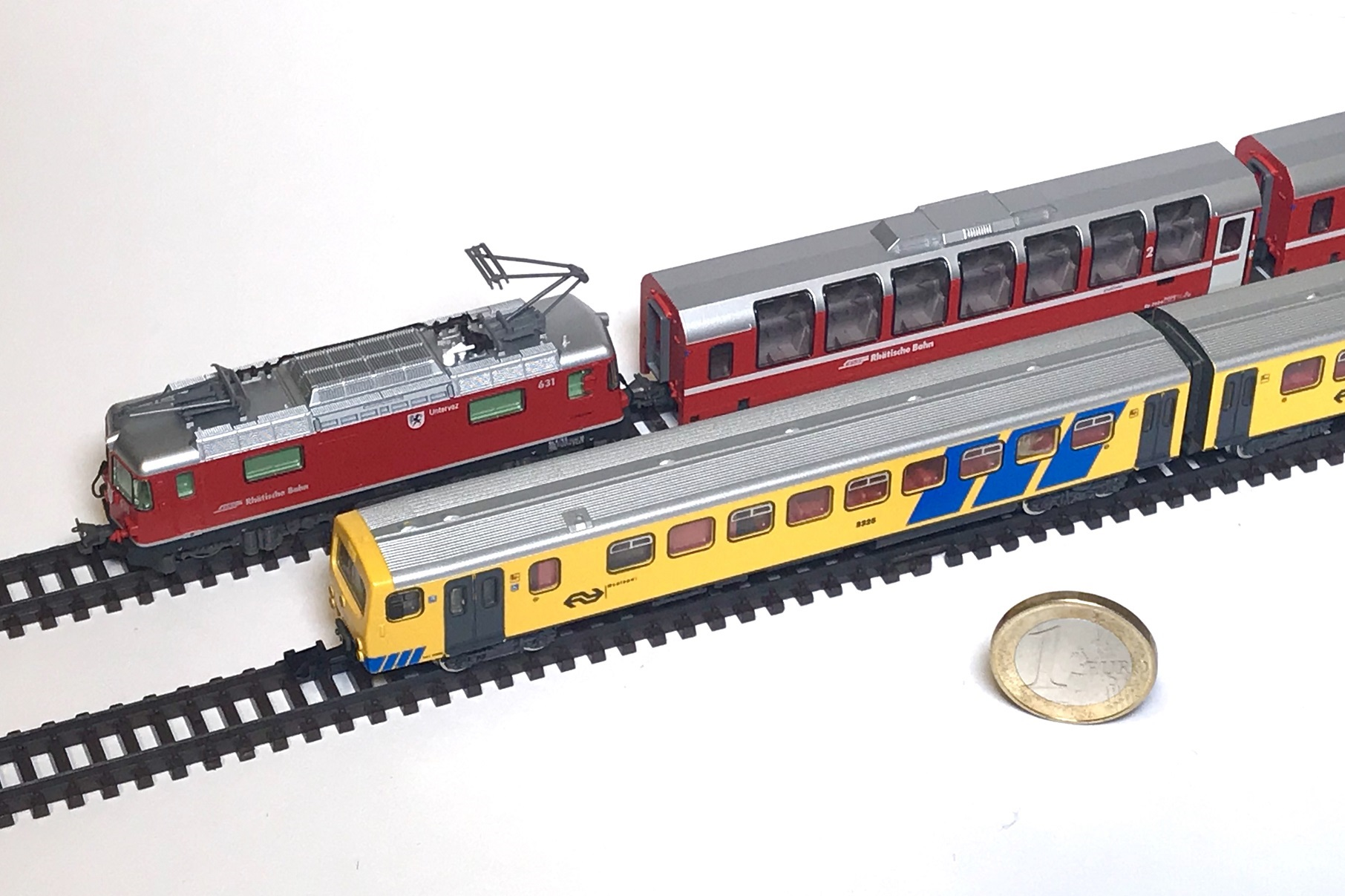
NS DH 2 im Maßstab 1:160 und Kato Bernina Express im Maßstab 1:150, beide in der Nenngröße N, auf Gleisen der Spur N, mit einer Modellspurweite von 9 mm, im Größenvergleich mit einer Euro-Münze.

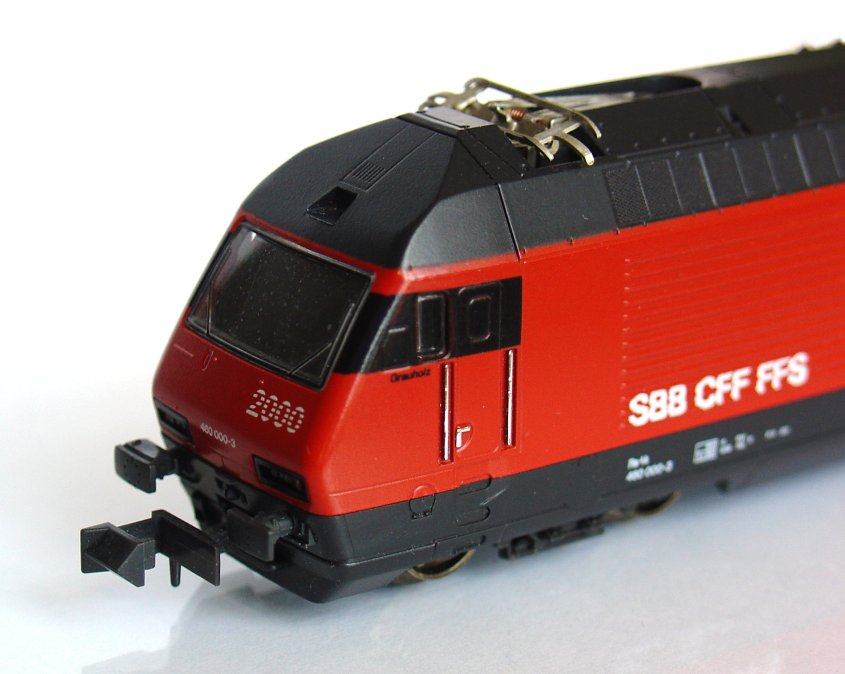
Elektrolokomotive SBB Re 460

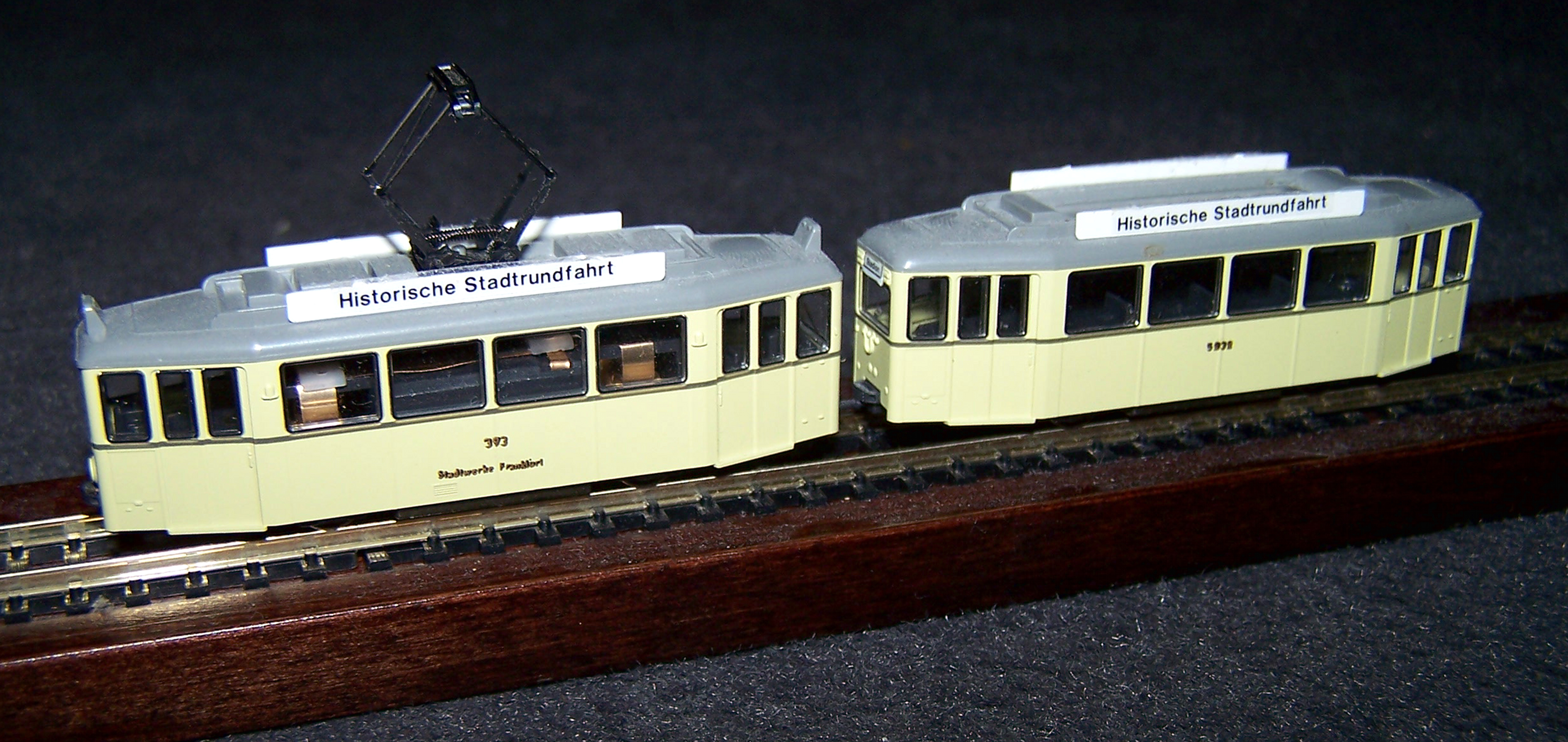
DUEWAG-Straßenbahn (Umbauwagen) von KATO in Spur N

KATO ist eine Marke des japanischen Modelleisenbahnherstellers K.K. Sekisui Kinzoku (jap. 株式会社関水金属, kabushiki-gaisha sekisui kinzoku, engl. Sekisui Kinzoku Co. Ltd.), der im August 1957 in Shinjuku, Tokio gegründet wurde. 1986 folgten als Tochtergesellschaften K.K. Katō (engl. KATO Co. Ltd.) in Tokio und KATO USA, Inc. in Schaumburg, Illinois, in der Nähe von Chicago. Derzeitiger Präsident der Muttergesellschaft ist Hiroshi Katō; das Unternehmen hat sich im Laufe der Jahre zum größten japanischen Modelleisenbahnhersteller entwickelt, dessen Produkte weltweit, auch in Deutschland, vertrieben werden.
International bekannt wurde der Hersteller für hervorragende Triebwagennachbildungen in den Nenngrößen N und H0, u. a. auch nach deutschen Vorbildern (DB BR 515), und seine Modelle des Hochgeschwindigkeitszuges Shinkansen. Im Heimatland Japan sind vor allem auch die Dampflokomotiven von Kato in Spur N beliebt, wie beispielsweise die JNR-Klasse C62, da sie trotz Großserienbauweise und relativ niedrigen Preisen eine Detailtreue und Umsetzungsqualität erreichen, die sogar manchen H0-Modellen deutscher Hersteller in nichts nachsteht.
Die Fahrzeugmodelle nach Japanischem Vorbild in der Nenngröße N fertigt KATO im für Japan üblichen, etwas größeren Maßstab von 1:150 statt 1:160. Dies auch, da in Japan die Eisenbahn abgesehen der  Hochgeschwindigkeitszüge Shinkansen auf Kapspur verkehren. Die Hochgeschwindigkeitszüge verkehren auch in Japan auf Normalspur. Auch die seit 2013 produzierten Fahrzeuge der Rhätischen Bahn (RhB) werden im Maßstab 1:150 für die Spur N gefertigt. Fahrzeugmodelle nach Europäischen und Amerikanischen Vorbildern werden für deren Märkte jedoch im Maßstab 1:160 gefertigt.
Lag von den siebziger Jahren bis zur Jahrtausendwende der Schwerpunkt des japanischen Kato-Angebots eindeutig bei Spur N, so werden seit einigen Jahren auch erste Modelle in der Nenngröße H0, die vorbildgetreu auf Gleisen mit einer Modellspurweite von 12 mm fahren, was in Deutschland einer H0m-Meterspurbahn entspricht. Grund hierfür ist der seit einigen Jahren international feststellbare Trend zu größeren Maßstäben und Spurweiten im Modelleisenbahnsektor, vor allem im Bereich der hochwertigeren Produkte. Infolgedessen sind die japanischen Modelle von Kato sowohl was Modellumsetzung als auch Verkaufspreis betrifft fast schon im Kleinserienbereich anzusetzen, es wird nur auf Vorbestellung produziert und bislang sind diese Modelle auch nur in Japan selbst erhältlich.
Kato stieg in den achtziger Jahren auch erfolgreich in den Modelleisenbahnmarkt in den USA ein, hier gehört man inzwischen zu den großen und führenden Anbietern. Produziert werden normalspurige Modelle in H0 und N nach typischen Vorbildern der USA.
Außerdem stellt Kato ein eigenes, unter der Bezeichnung Unitrack patentiertes Gleis-System mit Bettung für die Spurweite N her, dessen Besonderheit in flachen Unterflurantrieben in den Weichen (die mit gerichtetem Strom, ähnlich wie bei LGB, geschaltet werden) sowie einem ausgeklügelten Stecksystem liegt, das die sonst üblichen Schienenverbinder überflüssig macht. Standardgleisabstand ist 33 mm.
Ein ähnliches System gab es auch für die Spur H0. Dieses wurde allerdings aufgrund der starken Marktdurchdringung der europäischen bzw. amerikanischen Hersteller in ihren Heimatregionen fast nur in Japan und USA vertrieben und war auch vergleichsweise teuer, sodass es in Europa wieder vom Markt verschwand. Heute wird das UNITRACK-Gleis in Deutschland wie auch der Schweiz von der Firma NOCH importiert und vertrieben.
Seit 1981 arbeitete das Unternehmen mit dem österreichischen Unternehmen Hobbytrain zusammen, unter dessen Markennamen ein Teil der für Europa bestimmten KATO-Produkte vertrieben wurden. Seit 1990 agiert die Wolfgang Lemke GmbH als Generalimporteur für die meisten europäischen Länder. 2002 hat Lemke Hobbytrain übernommen.